# Rech
Rech é um município da Alemanha localizada no distrito de Ahrweiler, na associação municipal de Verbandsgemeinde Altenahr, no estado da Renânia-Palatinado.